# 주한 체코 대사관
주한 체코 공화국 대사관(체코어: Velvyslanectví České republiky v Korejské republice) 또는 주한 체코 대사관은 대한민국 서울특별시 종로구 중학동 19 더케이트윈타워 B동에 위치하고 있는 체코 대사관이다. 현직 주한 체코 대사는 구스타프 슬라메치카이다.

## 역사
체코 슬로바키아 연방공화국은 벨벳 혁명 직후인 1990년 3월 22일에 대한민국과의 외교 관계를 수립했다. 1990년 6월 13일에는 대한민국 정부가 체코슬로바키아 프라하에 주체코슬로바키아 대한민국 대사관(현재의 주체코 대한민국 대사관)을 설립했고 1991년 7월 19일에는 체코슬로바키아 정부가 대한민국 서울에 주한 체코슬로바키아 대사관을 설립했다. 1993년 1월 1일을 기해 체코슬로바키아가 해체됨에 따라 체코 정부가 주한 체코슬로바키아 대사관의 업무를 인계받았다.

## 주요 업무
주요 업무는 대한민국 정부와의 외교 교섭과 국제 협력, 경제, 통상 교섭, 양국 문화, 학술, 체육 교류 및 협력, 외교 정책 홍보, 대한민국 거주 체코 국민의 보호와 지도, 문서의 공증, 국적, 호적, 여권 및 사증 업무 등이다.

## 같이 보기
- 대한민국-체코 관계
- 주체코 대한민국 대사관
- 체코의 재외공관 목록
- 대한민국 주재 외국공관 목록